# Morrison Hotel
Morrison Hotel (укр. Готель Моррісона) — п'ятий студійний альбом американського рок-гурту The Doors, що вийшов 1970 року.
Після експериментів з оркеструванням на попередньому альбомі, без захоплення сприйнятих рок-критиками, The Doors повернулися до своїх блюзових коренів.

## Список композицій

### Сторона 1:Hard Rock CafeХард-рок кафе
1. «Roadhouse Blues» (Моррісон, The Doors) — 4:04
«Блюз пришляхового трактиру»
2. «Waiting For the Sun» (Моррісон) — 3:59
«Очікуючи сонця»
3. «You Make Me Real» (Моррісон) — 2:53
«Ти робиш мене справжнім»
4. «Peace Frog» (Моррісон, Крігер) — 2:54
«Жаба миру»
5. «Blue Sunday» (Моррісон) — 2:13
«Смутна неділя»
6. «Ship of Fools» (Моррісон, Крігер) — 3:08
«Корабель дурнів»

### Сторона 2:Morrison HotelГотель Моррісона
1. «Land Ho!» (Моррісон, Крігер) — 4:10
«Агов там, на березі!»
2. «The Spy» (Моррісон) — 4:17
«Шпигун»
3. «Queen of the Highway» (Моррісон, Крігер) — 2:47
«Королева шосе»
4. «Indian Summer» (Моррісон, Крігер) — 2:36 — Уперше її було записано для дебютного альбому «The Doors» у серпні 1966.
«Бабине літо»
5. «Maggie M'Gill» (Моррісон, The Doors) — 4:23
«Меґґі М'Джілл»

## Учасники запису
- Джим Моррісон — вокал
- Рей Манзарек — клавішні
- Джон Дензмор — барабани
- Роббі Крігер — соло- й ритм-гітара
- Лоні Мак (Lonnie Mack) — бас-гітара на «Roadhouse Blues» і «Maggie M'Gill»
- Дж. Пульєзе (G. Puglese, псевдонім Джона Себастьєна[en]) — гармоніка на «Roadhouse Blues»
- Рей Неаполітан (Ray Neapolitan) — бас-гітара на «Peace Frog» і «Ship of Fools»

## Сертифікації
| Регіон | Сертифікація  | Продажі    |
| --- | ------------- | ---------- |
| Австрія (IFPI Austria) | Золотий       | 25 000*    |
| Австралія (ARIA) | 2× Платиновий | 140 000^   |
| Канада (Music Canada) | Платиновий    | 100 000^   |
| Франція (SNEP) | Платиновий    | 300 000*   |
| Італія (FIMI) | Золотий       | 25 000     |
| Польща (ZPAV) | Платиновий    | 100 000*   |
| Іспанія (PROMUSICAE) | Платиновий    | 100 000^   |
| Швейцарія (IFPI Switzerland) | Золотий       | 25 000^    |
| Велика Британія (BPI) 2007 release | Золотий       | 100 000*   |
| США (RIAA) | Платиновий    | 1 000 000^ |
| *продажі, що базуються лише на сертифікаціях · ^відвантаження, що базуються лише на сертифікаціях · продажі+прослуховування, що базуються лише на сертифікаціях |               |            |